# 希腊军区
希腊军区（羅馬化：Thema Hellados）是拜占庭帝国位于希腊南部的一个军区，囊括了中希腊部分地区、色萨利，在约公元800年之前，还包括伯罗奔尼撒半岛。其建立于7世纪晚期，存续到了11/12世纪，此后被拆分为一些更小的区划。

## 历史

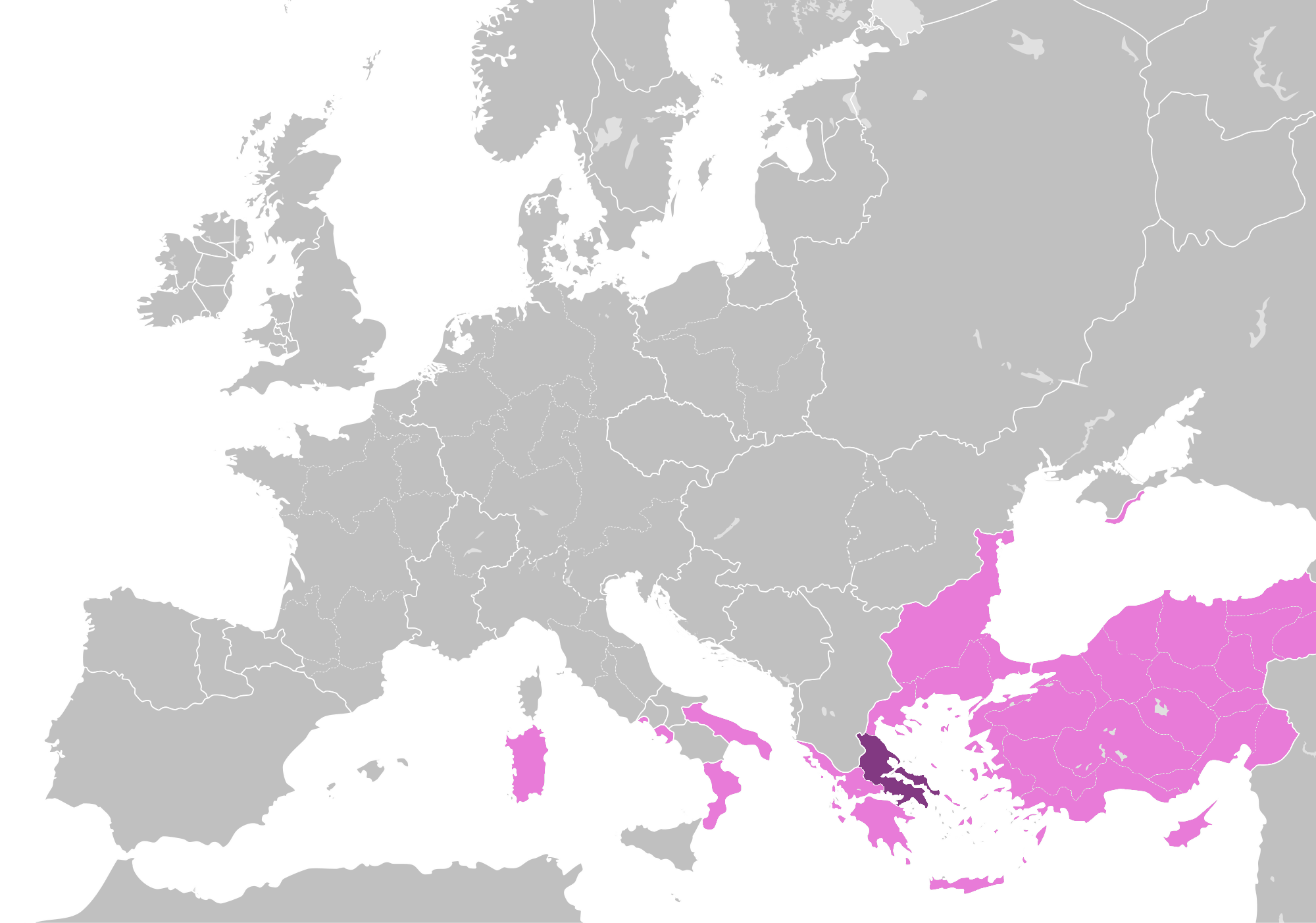
希腊军区在拜占庭帝国的位置

### 7至8世纪
古名词「希腊（Hellas）」在6世纪就在行政中被用于指代希腊南部，在《全舆志》中是指亚该亚行省。6世纪末7世纪初，随着拜占庭帝国多瑙河防线的崩溃，大批斯拉夫人侵入并定居于整个巴尔干半岛上。自578年起，斯拉夫人侵袭到了色萨利与希腊南部。此时的拜占庭帝国忙于与东边的萨珊波斯以及北部的阿瓦尔人进行漫长而又血腥的战事，斯拉夫人几乎得以为所欲为地侵袭与定居。在6世纪末和7世纪初的袭击之后，斯拉夫人开始定居于此，相较而言，南部伯罗奔尼撒和北部马其顿受到的影响，远大于色萨利和希腊中部，但是设防城镇大多仍然掌握在希腊本地人手中 。然而7世纪的最初十年里，斯拉夫人仍旧可以随意的袭击色萨利，南部也相对畅通无阻。根据《圣德米特里的奇迹》记载，约615年，斯拉夫部落建造獨木舟，劫掠了色萨利沿岸与诸多爱琴海岛屿，使得其中许多地区人口减少。一些希腊人逃往要塞城市、离岸岛屿，以及意大利。
希腊军区设立可追溯至687至695年间的某个时候，拜占庭皇帝查士丁尼二世第一次在位期间（685－695年），可能是因为他在688/689年击败了斯拉夫人。军区的第一位将军最早于695年证实，为原安纳托利亚军区的将军利昂提奥斯，他在赛巴斯托城战役中耻辱性地战败，于是起兵反叛并推翻了查士丁尼二世的统治。8世纪之前的来源并未以军区来称呼希腊，而是以「στρατηγία（strategia，统帅）」称之。几乎可以肯定的是，它从一开始就是以一个完整的行政实体建立的，并管辖着原亚该亚行省残存的土地。军区最初的领土尚不清楚，但是基于（假定的）拜占庭控制的领土，其疆域应当包括希腊主陆的东部沿岸（希腊中东部与优卑亚岛，以及色萨利部分地区），可能还包括伯罗奔尼撒东部，以及斯基罗斯岛、凱阿島等爱琴海岛屿。尚不清楚军区的最初首府是雅典还是底比斯，不过更有可能是后者，因为它在10世纪时已经确信担任了这一角色。10世纪下半叶，将军的治所迁至了拉里萨。
由于缺乏腹地，军区起初可能面向海洋，包括了拜占庭海軍可以控制的沿岸地区。到了利奥三世统治时期，才将主要的陆地活动记载下来，到了9世纪早期，帝国对腹地的管控得以完成重建。查士丁尼二世将数千馬代特人送往希腊定居，马代特人则像当地海军提供驻军与船员，即便如此，军区存在的整个时期内，其陆军的数量都相当低，沃伦·崔德戈德估计为2,000人。在726/727年的反圣像破坏叛乱中，希腊舰队扮演了重要的角色。8世纪时期，帝国的统治得以延伸至内陆。当地的斯拉夫定居者被基督教化，并服从于拜占庭帝国的权威。他们通常是在由自己的执政官管理的自治地区生活。大约在746/747年来自保加利亚斯拉夫人的另一波定居浪潮干扰了这一进程，但并未将其终止；帝国的财产似乎也未被太多波及。事实上在766年，皇帝君士坦丁五世甚至仍能从希腊以及群岛上征召500位工匠到君士坦丁堡，表明该省份与帝国中央之间保持安全和定期的联系。783年斯陶拉基奥斯进行的一次反斯拉夫征战再一次收复与扩展了帝国控制的区域，尤其是伯罗奔尼撒及希腊北部。在希腊中部与色萨利，这次军事行动更像是在秀肌肉，以加强帝国统治并征服新的居民。在伯罗奔尼撒，可能确实与斯拉夫人进行了交战。尽管伯罗奔尼撒当地的斯拉夫人并未被完全征服，但因帝国于当地的权威不断加强，公元800年后不久，伯罗奔尼撒还是拆分成了单独的军区。

### 9至12世纪
9世纪至10世纪初期，希腊遭受了撒拉森人的侵袭，尤其是820年代阿拉伯人征服克里特并建立起克里特酋長國之后。其中阿拉伯塔尔索斯埃米尔于880年代进攻了欧里波斯（哈尔基斯），但被击败；902年，撒拉森人又跟随叛变的塔尔索斯达米安围攻了港口城市德米特里阿斯。在911/912年伊梅留斯试图收复克里特的行动中，希腊军区派遣了十艘船。918年与932年，保加利亚沙皇西美昂一世袭扰了该地，甚至到达了伯罗奔尼撒并可能摧毁了底比斯。尽管如此，自9世纪晚期开始，一些证据表明整个希腊都在逐渐繁荣起来，例如硬币数量增加，一些新的城镇得以落成，新的行业建立（最知名的如底比斯的丝业）。撒拉森人的威胁于10世纪逐渐减弱，并在960至961年拜占庭征服克里特后完全消除。但在沙皇萨穆尔时期，保加利亚人的威胁卷土重来，他们于986年占据了色萨利，并由此处出发劫掠希腊中部与伯罗奔尼撒，直到997年在斯佩耳刻俄斯战役被击败。
10至11世纪，希腊军区与伯罗奔尼撒军区通常由同一位将军进行管理，其他许多的民政官职也合二为一。色萨利于11世纪自希腊军区分离出来，并入到塞萨洛尼基军区，但在12世纪之前，斯佩耳刻俄斯河的河谷地区仍归属于希腊。11世纪大部分时期，希腊军区「将军」仍旧可以证实存在，另在12世纪中期以后，还出现了「底比斯与欧里波斯公爵」一职。到了11世纪末，希腊与伯罗奔尼撒的联合区划开始由拜占庭海军大将军掌管。但因其通常不在省内，当地行政主要由地方的法官维持。另外随着许多更小的行政区划的建立，希腊与伯罗奔尼撒逐渐不再作为一个行政实体。
11世纪希腊南部基本和平，除了1040至1041年的彼得·德利扬起义、1064年突厥部落的侵袭以及1082至1083年间诺曼人的袭击之外。意大利海上共和国与威尼斯共和国第一次开始在该地区建立起存在，一直到世纪末，标志着意大利人开始在海上贸易中占据优势并逐渐接管了拜占庭的经济：在诺曼人入侵失败后，阿历克塞一世第一次向威尼斯人提供了商业特权，给予他们税务豁免并允许他们在特定的城镇建立商业区，其中希腊有欧里波斯、底比斯与雅典。阿历克塞的后继者试图限制这些特权，导致威尼斯人于1171年围攻欧里波斯予以报复，1198年阿历克塞三世甚至被迫给予更多特权，允许威尼斯人在所有沿海城市建立贸易站。
1148年，西西里鲁杰罗二世旗下的诺曼人洗劫了底比斯，掠夺走了巴勒莫的纺丝工人，但是当地的纺丝业幸存下来，并得以复兴，部分可能是犹太工人的缘故，1165年图德拉的本杰明拜访此地证明了他们的存在。本杰明以及阿拉伯地理学家穆罕默德·伊德里西都形容12世纪中期的希腊人口稠密，十分繁盛，本杰明还记载了底比斯、克里萨（Krisa）、欧里波斯、拉维尼卡、泽图尼（拉米亚）等地犹太社区的存在。但是这一情况在曼努埃尔一世统治末期发生了改变，其军事行动导致了税收增加。再加上官员的腐败和专制，导致了各行业的衰落和农民的贫困。皇帝安德洛尼卡一世暂时止住了衰落，他派遣能干的尼基弗鲁斯担任此地的法官，在前者去世后仍得以留任。
13世纪初，拜占庭国家的离心倾向变得越来越明显。在伯罗奔尼撒西北部，纳夫普利翁统治者利奥·斯格鲁斯占据了阿尔戈斯与科林斯，并侵犯了阿提卡。利用帝国专注于第四次十字军东征的机会占领了雅典，并且兵不血刃地占领了皮奥夏与色萨利。在成为一个包括希腊东部大部分地区的准独立国家之主后，他又试图通过与被废黜后待在拉里萨的阿历克塞三世的女儿结婚，来使自己的地位合法化。在1204年4月十字军攻陷君士坦丁堡后，情况发生了变化，同年夏季，蒙菲拉托的博尼費斯率军进入希腊，利奥试图在溫泉關抵抗十字军，但其士兵临阵逃脱。于是他逃往位于伯罗奔尼撒的一处要塞并抵抗了几年。博尼費斯将占领的土地分给了自己的追随者们。希腊地区主要的拉丁国家有雅典公国、波多尼特萨侯国、萨罗纳领主国以及内格罗蓬特三主国。

### 脚注
1. 1 2 3 4 5  ODB，"Hellas" (T. E. Gregory), p. 911.
2. ↑  Koder & Hild 1976，第52頁.
3. ↑  Koder & Hild 1976，第54–55頁.
4. ↑  Koder & Hild 1976，第55–56頁.
5. 1 2 3 4 5  Koder & Hild 1976，第57頁.
6. ↑  Pertusi 1952，第170頁.
7. 1 2  Nesbitt & Oikonomides 1994，第22頁.
8. ↑  Pertusi 1952，第171頁.
9. ↑  Pertusi 1952，第172頁.
10. ↑  Koder & Hild 1976，第57, 59–60頁.
11. ↑  Treadgold 1995，第26, 66–69, 72頁.
12. ↑  Nesbitt & Oikonomides 1994，第22–24頁.
13. ↑  Koder & Hild 1976，第57–58頁.
14. ↑  Koder & Hild 1976，第58–59頁.
15. 1 2  Koder & Hild 1976，第59頁.
16. ↑  Koder & Hild 1976，第60頁.
17. ↑  Koder & Hild 1976，第60–61頁.
18. ↑  Koder & Hild 1976，第61頁.
19. ↑  Koder & Hild 1976，第62頁.
20. 1 2  Koder & Hild 1976，第63頁.
21. 1 2 3  Nesbitt & Oikonomides 1994，第22, 62頁.
22. ↑  Koder & Hild 1976，第61, 66頁.
23. ↑  Koder & Hild 1976，第62, 66頁.
24. ↑  Koder & Hild 1976，第66頁.
25. ↑  Magdalino 2002，第234頁.
26. ↑  Koder & Hild 1976，第67頁.
27. ↑  Koder & Hild 1976，第64頁.
28. 1 2  Koder & Hild 1976，第65頁.
29. ↑  Koder & Hild 1976，第65–66頁.
30. ↑  Koder & Hild 1976，第68頁.
31. 1 2  Koder & Hild 1976，第69頁.

### 书籍
- 亚历山大·卡日丹 (编). . 牛津: 牛津大学出版社. 1991. ISBN 0-19-504652-8.
- Johannes, Koder; Friedrich, Hild. . Vienna: Verlag der Österreichischen Akademie der Wissenschaften. 1976. ISBN 978-3-7001-0182-6.
- Magdalino, Paul. . Cambridge, United Kingdom: Cambridge University Press. 2002  [2019-10-05]. ISBN 0-521-52653-1. （原始内容存档于2019-05-12）.
- Nesbitt, John W.; Oikonomides, Nicolas (编). . Washington, District of Columbia: Dumbarton Oaks Research Library and Collection. 1994  [2019-10-05]. ISBN 0-88402-226-9. （原始内容存档于2020-07-26）.
- Pertusi, A. . Rome, Italy: Biblioteca Apostolica Vaticana. 1952 （意大利语）.
- Treadgold, Warren T. . Stanford, California: Stanford University Press. 1995  [2019-10-05]. ISBN 0-8047-3163-2. （原始内容存档于2020-06-01）.